# یوناس لوانن
یوناس لوانن (انگلیسی: Jonas Levänen؛ زادهٔ ۱۲ ژانویهٔ ۱۹۹۴) بازیکن فوتبال اهل فنلاند است که در حال حاضر به عنوان مدافع در باشگاه فوتبال هونکا بازی می‌کند.
او در ماه اوت ۲۰۱۸، عضوی از تیم برتر ماه لیگ برتر فوتبال فنلاند شد.